# 口羽良介
口羽 良介（くちば よしすけ、弘化2年(1845年) - 明治36年（1903年）6月28日）は、江戸時代末期の長州藩重臣。寄組口羽氏（1018石）7代。通称は六左衛門。幼名は熊之允。

## 生涯
弘化2年(1845年)に長州藩寄組の益田元固の五男として生まれ、寄組口羽房通の養子となる。
明治維新前は同志とともに国事に奔走した。明治維新後は萩町第一区長、山口県第二十大区長などを経て、明治12年（1879年）1月6日に初代阿武郡長、見島郡長となり十数年在職し、晩年には小郡町長を務めるなど山口県の行政に携わった。明治36年（1903年）6月28日死去。享年59。